# Episodi de L'amore e la vita - Call the Midwife (ottava stagione)
L'ottava stagione della serie televisiva L'amore e la vita - Call the Midwife è stata trasmessa dal 13 gennaio al 3 marzo 2019, preceduta il 25 dicembre 2018 dallo Speciale Natalizio.
In Italia lo Speciale Natalizio è andato in onda sul canale satellitare Sky Serie il 23 settembre 2023 mentre la stagione è stata trasmessa dal 9 al 30 dicembre seguente.
| nº | Titolo                  | Prima TV UK      | Prima TV Italia   |
| -- | ----------------------- | ---------------- | ----------------- |
| CS | Speciale Natalizio 2018 | 25 dicembre 2018 | 23 settembre 2023 |
| 1  | Episodio 1              | 13 gennaio 2019  | 9 dicembre 2023   |
| 2  | Episodio 2              | 20 gennaio 2019  | 9 dicembre 2023   |
| 3  | Episodio 3              | 27 gennaio 2019  | 16 dicembre 2023  |
| 4  | Episodio 4              | 3 febbraio 2019  | 16 dicembre 2023  |
| 5  | Episodio 5              | 10 febbraio 2019 | 23 dicembre 2023  |
| 6  | Episodio 6              | 17 febbraio 2019 | 23 dicembre 2023  |
| 7  | Episodio 7              | 24 febbraio 2019 | 30 dicembre 2023  |
| 8  | Episodio 8              | 3 marzo 2019     | 30 dicembre 2023  |